# 华莱士·本内特
华莱士·福斯特·本内特（Wallace Foster Bennett，1898年11月13日—1993年12月19日），美国商人、政治家、共和党人，于1951年至1974年担任犹他州的联邦参议员，其子罗伯特·本内特亦担任联邦参议员。 

## 早年生活
华莱士·本内特出生于犹他州盐湖城，父母是约翰·福斯特 (John Foster) 和罗塞塔·伊丽莎白(Rosetta Elizabeth)。 他的祖父母于1868 年自英国移民来到美国。 本内特在当地公立学校接受早期教育，并于1916年毕业于耶稣基督后期圣徒教会中学。 随后被犹他大学录取，主修英语，并在辩论中赢得了校队字母。
因加入了大学的预备役军官训练团，本内特在一战期间中断学业于美国陆军服役。1918年9月升为陆军少尉，被指派前往科罗拉多学院训练学生军训练团。随后他回到犹他大学继续学习，并于1919年获得文学学士学位。一年后，于科罗拉多州马纳萨斯任圣路易斯·斯塔克学院校长。

## 家庭
1922年，本内特与弗朗西丝·马里昂·格兰特结婚。弗朗西丝是耶稣基督后期圣徒教会领袖希伯·杰迪·格兰特的小女儿。本内特夫妇育有三子二女，分别是小华莱士、大卫、罗伯特、罗丝玛丽和小弗朗西丝。本内特夫人曾任耶稣基督后期圣徒教会理事会成员。

## 商业生涯
1920年，本内特回到盐湖城就职于其父所创办的本内特油漆玻璃公司，历任收银员、生产经理和销售经理。1929年，本内特成为公司的秘书兼财务经理。1938年，本内特的父亲逝世后成为公司的总裁兼总经理直至1950年成为公司董事会主席。本内特称他的公司是美国西部最为现代化的油漆制造商。
除了在家族企业中任职以外，本内特还成立了一家福特汽车经销商本内特汽车公司，并于1939年至1950年间担任公司总裁。他还是卡登珠宝公司总裁、国家玻璃经销商协会主席、格莱顿投资公司副总裁、国家油漆清漆与生漆协会副主席、锡安储蓄银行与信托公司董事、犹他炼油公司董事和犹他家庭火灾保险公司董事。1949年，他被选为国家制造业协会主席。在任协会主席的一年间，他在全国各地巡回演讲。
在1932年到1933年，他每天主持一小时盐湖城地方电台KSL的栏目“天文台时刻”。1938年至1944年任盐湖城市民歌剧公司总裁。1944年至1945年任盐湖城公益基金总裁。他在耶稣基督后期圣徒教会中也多次担任重要职务。1935年他成为耶稣基督后期圣徒教会的财务主管。1942年到1948年，他组织了耶稣基督后期圣徒教会医院的实习护士合唱团，并创作了耶稣基督后期圣徒教会赞美诗中的第20首赞美诗“权力之神、正义之神”。他还分别于1950年和1958年创作了《信仰与自由：美国民主的支柱》与《为何我是摩门教徒》。

## 成为参议员
1950年3月，本内特宣布竞选犹他州美国联邦参议员席位。获得共和党提名后与连任三个任期的民主党参议员埃尔伯特·邓肯·托马斯角逐这一席位。竞选期间，他指责托马斯有共产主义倾向，并分发印有共产主义者肖像的宣传册。11月，他以54%的得票率领先，并连任近四个任期。

### 白银问题
20世纪50年代后期，美国财政部以一盎司0.905美元的价格出售白银。本内特警告这将导致白银供不应求，让国库陷入白银赤字。1961年，白银库存被迫大量消耗。1963年，政府仅剩三千万盎司可出售白银，但已经无法满足每年铸币所需的白银数量——7500万盎司，市场银价已涨至1.2929美元，达到1934年购银法案规定的价格上限。如果联邦政府此时开始购入白银，将不得不使银价超过法案允许的银价上限。在本内特的支持下，1963年购银法案通过，新的购银法案取消了政府购银行为与市场银价的挂钩，同时废除了银税票，并允许美联储印制1美元和2美元纸币以替代银票，以此使国库增加了16亿盎司可用白银。
1963年，本内特在美国矿业大会上发表讲话称硬币和白银的问题已然是个灾难，然而他的观点饱受抨击。1964年，财政部受含银硬币短缺加剧的影响，宣布不再用1美元硬币而改用银锭兑换银票，此举一出迅速引发了白银挤兑，白银库存立刻耗尽。而投机者、银行、企业囤积含银硬币的情况并未见好，1964年美国新铸的硬币有三分之一实质上未在市场流通。在本内特和行政系统的共同努力下，1965年硬币法令通过，财政部也终于得以解决硬币短缺问题。

### 任内其它事迹

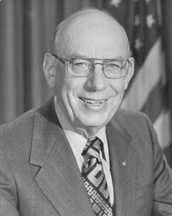
华莱士·本内特任参议员时的官方照片

在本内特任职的23年里，通过反对政府的种种规章、支持工作权法，他获得了保守主义者与亲商人士的支持。他曾任参议院财政委员会委员、银行及货币委员会委员和国会原子能与国防生产联合委员会委员。他还是参议院道德委员会副主席。
本内特投票赞成了1957年民权法案、1960年民权法案、1964年民权法案、1968年民权法案和1965年选举法案，他亦赞成瑟古德·马歇尔出任最高法院大法官，但他并未就美国宪法第二十四条修正案投下支持或反对票。他还支持了一项议案禁止有种族歧视的学校获得联邦援助。本内特反对部分禁止核试验条约和建立医保制度，也投票反对了平等权利修正案。
在本内特的努力之下，犹他中部计划推出，也为犹他州带来了多个国防、航空、航天工业项目。在他任期末期，他已是共和党在参议院银行、住房与城市事务委员会和财政委员会中的重要委员，被认为是美国国内在财政与货币领域的权威专家。
1974年，本内特放弃连任并于当年12月20日提前卸任，让他的后继者杰克·加恩能尽早上任熟悉议员事务。

## 晚年
卸任参议员后，本内特回到盐湖城重入商海，并在多个董事会任职。1992年，当他的儿子罗伯特·本内特当选犹他州参议员时，他说：“我和鲍勃（罗伯特）创造了犹他州的历史。我们是犹他州第一对父子参议员。”
1993年12月19日，本内特于盐湖城的家中逝世，享年95岁。他被安葬于盐湖城公墓。